# Doc Scurlock
Josiah Gordon Scurlock, conhecido por Doc Scurlock (11 de Janeiro de 1849 - 25 de Julho de 1929) foi um pistoleiro norte-americano que participou da Guerra do Condado de Lincoln. Foi o último líder do bando conhecido como Os Reguladores.

## Biografia
Nasceu em Tallapoosa, Alabama. Acredita-se que tenha estudado odontologia em New Orleans, daí seu apelido "Doc" (doutor). Aos vinte anos foi para o velho México, mas temendo um surto de tuberculose, voltou aos EUA em 1871. No mesmo ano, começou a trabalhar para John Chisum. Mudou-se para Ruidoso no Peñasco Valley após um de seus amigos ter sido morto por Índios. A 19 de Outubro de 1876 casou-se com a filha do imigrante espanhol Fernando Herrera, Antonia Miguela Herrera, com quem teve dez filhos. 
Como a maioria dos rancheiros da região (como Dick Brewer), Scurlock era avesso a ladrões de gado e saqueadores; Em 1875 Doc ajudou a "decorar" uma árvore com corpos de ladrões; A 18 de Julho de 1876 Scurlock e alguns outros "justiceiros" locais, removeram o ladrão de cavalos Jesús Largo da cadeia e o assassinaram.
Antes da Guerra do Condado de Lincoln, foi dono de uma pequena fábrica de queijos com Charlie Bowdre e depois trabalhou como vigia de gado para o jovem pecuarista John Tunstall. Com o assassinato do patrão, Doc e os Reguladores foram eleitos delegados temporários para prender os responsáveis e leva-los a justiça. No decorrer dos acontecimentos, alguns dos procurados acabaram mortos pelo grupo, que logo passou de delegados nomeados para foras-da-lei. Doc Scurlock assumiu a liderança do bando depois da morte de Frank McNab. Após o fim da guerra, Doc procurou se afastar ao máximo de sua vida de pistoleiro; mudou-se com sua familia para Eastland no Texas. Lá, Scurlock viveu como fazendeiro e escritor de poemas, evitando sempre lembrar ou contar sobre seu passado. Morreu de ataque cardíaco 25 de Julho de 1929.

## Filmes
- Doc Scurlock é interpretado por Kiefer Sutherland no filme Young Guns de 1988 e Young Guns II de 1990 [6].